# Платинамагний
Платинамагний — бинарное неорганическое соединение
платины и магния
с формулой MgPt,
кристаллы.

## Получение
- Сплавление стехиометрических количеств чистых веществ [1]:

{\displaystyle {\mathsf {Pt+Mg\ {\xrightarrow {1100-1200^{o}C}}\ MgPt}}}

## Физические свойства
Платинамагний образует кристаллы
кубической сингонии,
пространственная группа P 213,
параметры ячейки a = 0,4863 нм, Z = 4,
структура типа силицида железа FeSi
.
Соединение образуется по перитектоидной реакции при температуре 700 °C.